# Lituania en los Juegos Olímpicos de Londres 2012
Lituania estuvo representada en los Juegos Olímpicos de Londres 2012 por un total de 62 deportistas que compitieron en  deportes. Responsable del equipo olímpico fue el Comité Olímpico Nacional de Lituania, así como las federaciones deportivas nacionales de cada deporte con participación.
El portador de la bandera en la ceremonia de apertura fue el lanzado de disco Virgilijus Alekna.

## Medallistas
El equipo olímpico de Lituania obtuvo las siguientes medallas:
| Nombre              | Deporte            | Competición   |
| ------------------- | ------------------ | ------------- |
| Oro                 |                    |               |
| Rūta Meilutytė      | Natación           | 100 m braza F |
| Laura Asadauskaitė  | Pentatlón moderno  | Individual F  |
| Plata               |                    |               |
| Jevgenijus Šuklinas | Piragüismo         | C1 200 m M    |
| Bronce              |                    |               |
| Austra Skujytė      | Atletismo          | Heptatlón F   |
| Evaldas Petrauskas  | Boxeo              | 60 kg M       |
| Aleksandr Kazakevič | Lucha grecorromana | 74 kg M       |